# Deon Kenzie
Deon Kenzie (nascido em 11 de março de 1996) é um atleta paralímpico australiano. Defendeu as cores da Austrália disputando os Jogos Paralímpicos do Rio de Janeiro, em 2016, onde obteve a medalha de prata no 1500 metros masculino da categoria T38.

## Biografia
Nasceu na pequena cidade australiana de Devonport, na costa noroeste da Tasmânia. O atleta tem paralisia cerebral.

## Atletismo
No dia 13 de dezembro de 2014, Kenzie estabelece o recorde mundial no 1500 metros T38. Conquistou medalhas nas edições de 2013 e de 2015 do Campeonato Mundial de Atletismo Paralímpico.